# From the Cradle
From the Cradle — двенадцатый студийный альбом блюз-рок музыканта Эрика Клэптона, изданный в 1994 году.

## Об альбоме
На From the Cradle отсутствуют оригинальные композиции Эрика Клэптона, альбом полностью состоит из кавер-версий классических блюзовых песен. Подобный кавер-альбом — первый для музыканта, позже он вернулся к этой теме на трибьюте Роберту Джонсону Me and Mr. Johnson (2004), а также совместных альбомах: Riding with the King (2000) с Би Би Кингом и The Road to Escondido (2006) с Джей Джей Кейлом.
From the Cradle получил в целом положительные отзывы. Стивен Томас Эрльюин из Allmusic дал ему 4.5 звезды из 5, назвав почти идеальным (единственный недостаток, по мнению критика, — это вокал Клэптона, который тянет не все песни). Том Синклер из Entertainment Weekly счёл альбом безупречным, но несколько скучным. Джон Мецгер заметил, что выступление Эрика в эфире Saturday Night Live в поддержку альбома было мощнее, чем сам альбом. Роберт Кристгау, наградил From the Cradle двумя поощрительными звёздами из трёх, сравнил альбом Клэптона с работами Сона Силса и Отиса Раша, заметив, что Эрик Клэптон играет лучше, чем первый, но поёт хуже, чем последний.

## Список композиций
| №   | Название                                  | Автор(ы)                                | Длительность |
| --- | ----------------------------------------- | --------------------------------------- | ------------ |
| 1.  | «Blues Before Sunrise»                    | Лерой Карр                              | 2:58         |
| 2.  | «Third Degree»                            | Эдди Бойд и Вилли Диксон                | 5:07         |
| 3.  | «Reconsider Baby»                         | Лоуэлл Фулсон                           | 3:20         |
| 4.  | «Hoochie Coochie Man»                     | Вилли Диксон                            | 3:16         |
| 5.  | «Five Long Years»                         | Эдди Бойд                               | 4:47         |
| 6.  | «I’m Tore Down»                           | Сонни Томпсон                           | 3:02         |
| 7.  | «How Long Blues»                          | Лерой Карр                              | 3:09         |
| 8.  | «Goin’ Away Baby»                         | Джимми Роджерс                          | 4:00         |
| 9.  | «Blues Leave Me Alone»                    | Джимми Роджерс                          | 3:36         |
| 10. | «Sinner’s Prayer»                         | Лоуэлл Гленн и Лоуэлл Фулсон            | 3:20         |
| 11. | «Motherless Child»                        | Барбекю Боб                             | 2:57         |
| 12. | «It Hurts Me Too»                         | Тампа Рэд                               | 3:17         |
| 13. | «Someday After a While (You’ll Be Sorry)» | Фредди Кинг и Сонни Томпсон             | 4:27         |
| 14. | «Standin’ Round Crying»                   | Мадди Уотерс                            | 3:39         |
| 15. | «Driftin’»                                | Чарльз Браун, Джонни Мур и Эдди Уильямс | 3:10         |
| 16. | «Groaning the Blues»                      | Вилли Диксон                            | 6:05         |

## Чарты и сертификация
| Страна         | Место |
| -------------- | ----- |
| Австралия      | 6     |
| Австрия        | 1     |
| Великобритания | 1     |
| Германия       | 6     |
| Нидерланды     | 3     |
| Новая Зеландия | 2     |
| Норвегия       | 4     |
| США            | 1     |
| Франция        | 6     |
| Швеция         | 2     |
| Швейцария      | 1     |

| Страна         | Ассоциация | Статус              |
| -------------- | ---------- | ------------------- |
| Австрия        | IFPI       | Золотой             |
| Великобритания | BPI        | Золотой             |
| Германия       | BVMI       | Золотой             |
| США            | RIAA       | 3×мульти-платиновый |
| Франция        | SNEP       | 2×золотой           |
| Швеция         | IFPI       | Золотой             |